# Глубинная структура
Глубинная структура (в генеративной лингвистике) — способ представления предложения. Глубинная структура позволяет отразить смысловую близость ряда предложений, которые содержат одни и те же лексические единицы и отличаются друг от друга только некоторыми грамматическими значениями. Так, например, единая глубинная структура постулировалась для предложений «Бобры строят плотины» и «Плотины строятся бобрами». Глубинная структура формально изображается в виде так называемого дерева составляющих, либо в виде размеченной скобочной записи [[[бобры]N]NP[[строят]V[[плотины]N]NP]VP]S. Оба графических средства представляют синтаксическое устройство предложения.

## Суть термина
Глубинная структура в генеративной лингвистике противопоставляется так называемой поверхностной структуре, дающей с помощью тех же формальных средств более конкретное описание синтаксического устройства каждого отдельного предложения. Для перехода от глубинной структуры к поверхностной используются специальные правила перестройки — трансформации, которые сохраняют лексический состав предложения, но могут изменять грамматические значения, переставлять слова местами, добавлять или снимать некоторые служебные слова. Например, поверхностная структура предложения «Плотины строятся бобрами» получается из глубинной структуры, общей с предложением «Бобры строят плотины», с помощью так называемой трансформации пассивизации. Для предложения «Бобры строят плотины» поверхностная структура совпадает с глубинной структурой, поскольку это предложение относится к числу ядерных. Глубинные структуры появляются в результате применения специальных формальных правил подстановки, образующих в совокупности базовый компонент трансформационной порождающей грамматики. Глубинная структура — первый теоретический конструкт (ещё достаточно близкий к смыслу) на пути к окончательному оформлению предложения к виду последовательности слов в соответствующей графической записи или в соответствующем фонетическом (звуковом) воплощении. 

## Развитие термина
В 60-70-х гг. XX века понятие глубинной структуры было предметом дискуссий в генеративной лингвистике, что привело к возникновению обособленных направлений, в которых это понятие претерпело значительные изменения. Например, в порождающей семантике понятие глубинная структура уступило место понятию семантическая структура, в котором отражалось и семантическое, и синтаксическое устройство предложения. «Глубинность» семантической структуры предполагала единство представления для серии предложений с одинаковым смыслом, хотя, возможно, и с разной лексикой, а трансформации непосредственно перестраивали семантическую структуру в поверхностную.
В стандартной теории Н. Хомского понятие глубинная структура продолжало толковаться главным образом как синтаксическая структура, однако рост интереса к семантике привел в этой теории к усилению абстрактности описания и, в частности, к различению с помощью специальных абстрактных элементов таких глубинных структур, которые раньше сливались в одну, например, глубинные структуры для соответствующих друг другу утвердительных, отрицательных, повелительных и вопросительных предложений.

## Критика
В советском языкознании некоторые ученые в 70-х гг. выражали сомнение в ценности понятия «глубинная структура» и в его психологической реальности (В. М. Солнцев). Отдельные исследователи предлагали понимать под глубинной структурой не абстрактные синтаксические построения, а реальные простейшие (ядерные) предложения (В. Г. Гак), в то время как другие считали возможным обойтись при описании языка без этого понятия (Д. Н. Шмелев).